# Arroyo del Perdido (Río Santa Lucía)
Der Arroyo del Perdido ist ein Fluss in Uruguay.
Er entspringt in der Cuchilla Grande und verläuft auf dem Gebiet des Departamentos Lavalleja. Dabei wird er unter anderem durch den Arroyo de Coto und den Arroyo Canelones gespeist. Er mündet gegenüber der Mühle von Llambí in den Río Santa Lucía.